# 火山 (福岡県)
火山（ひやま）は、福岡県糸島市にある山。標高244.1m。

## 概要

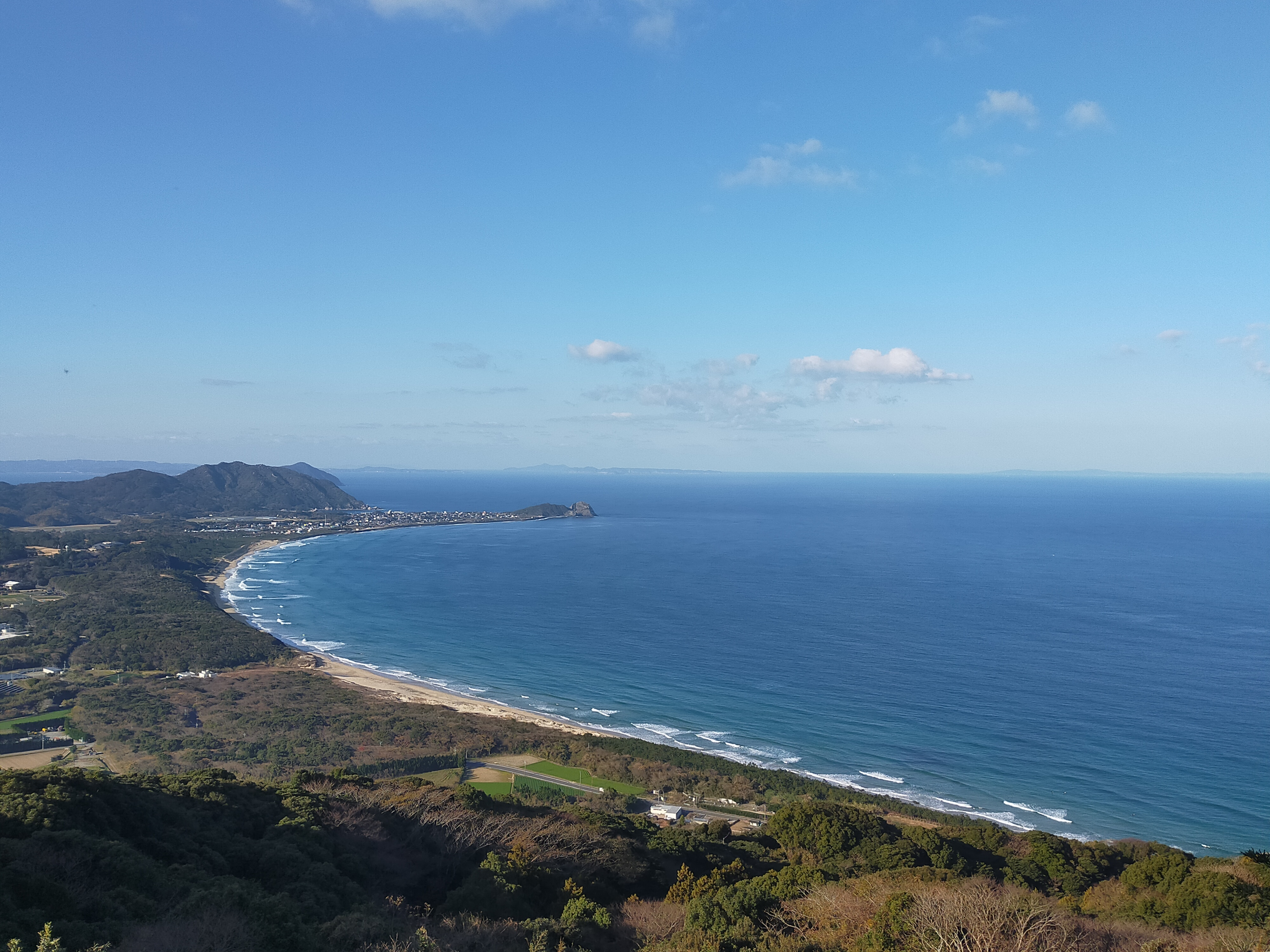
山頂からの眺め

標高244.1mの低山であるが、山頂付近の展望台からは、幣の浜が一望できる。
『筑前国続風土記』によると、火山（ひやま）の名は神功皇后が山上で火を焚いたことから付いたといわれている。また、海からの外敵侵入の際、大宰府へ急を告げる狼煙山であったという説や、『続日本紀』に記された古代城・稲積城（いなづみじょう）がこの地であったという説もある。また、山の北側には、この地に「撃新羅将軍」として駐屯し、翌年病のため亡くなった聖徳太子の弟・来目皇子の陵墓跡がある。
火山の9合目付近には、後述の伝承からその名が付けられた、真言宗大覚寺派の寺院・瑠璃光寺がある。
2015年の元日には、地域住民と糸島高校歴史部の生徒が協力して、火山で狼煙を上げるという実験が行われた。

## 伝承
遣唐使が盛んだった頃、火山の近海を航行していた船が大きな嵐に見舞われた。その時、火山の山頂に瑠璃色の光が輝いた。船に乗っていた人々が光に向かって拝むと、光は消え、嵐はおさまった。以来、航行する船は帆を下げ、礼拝する習わしができたという。